# Ukrainska dialekter

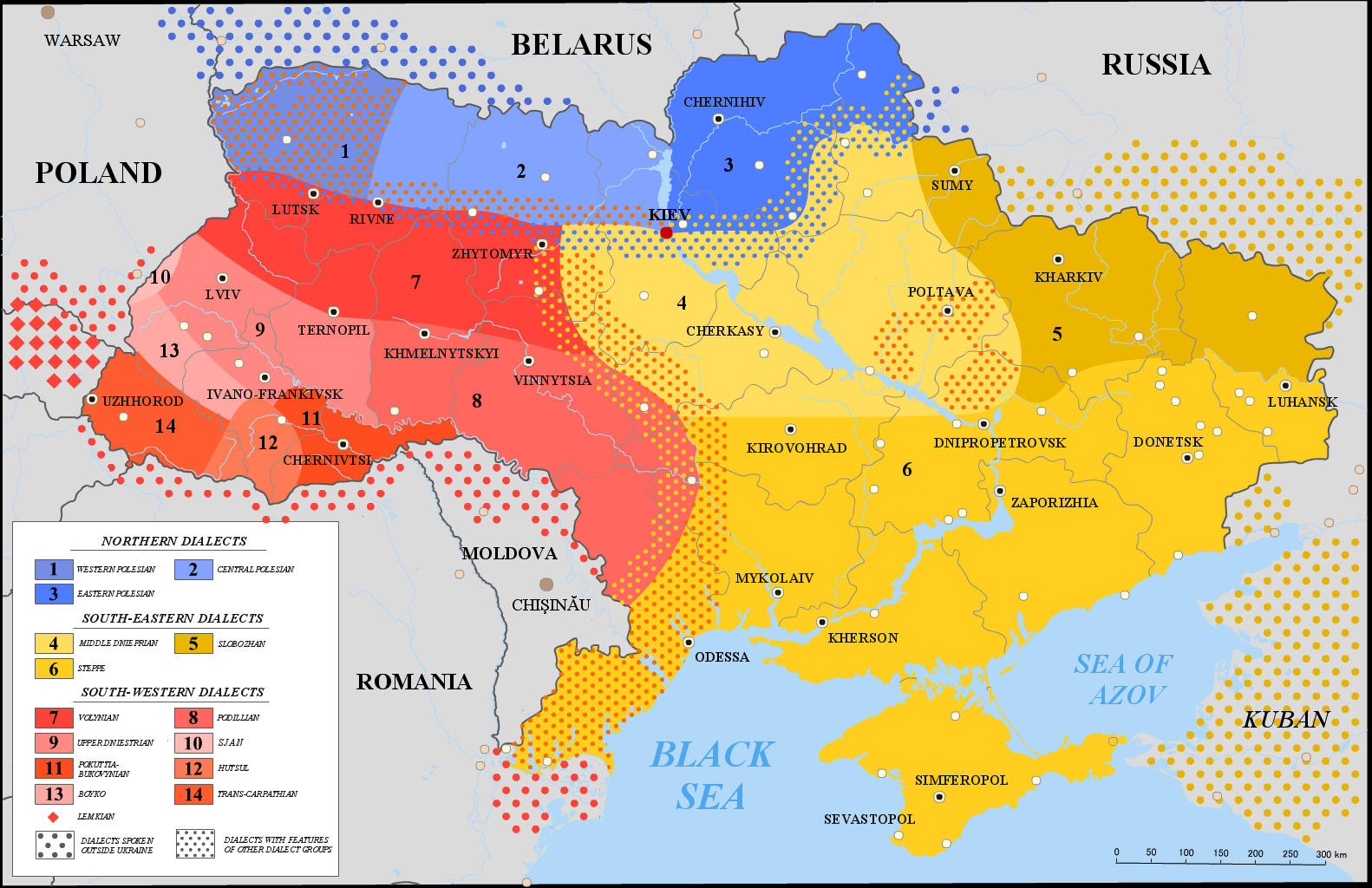
Karta över ukrainska dialekter från 2005 med nordliga (blått), sydvästliga (rött) och sydöstliga dialekter (gult).

Rysk dialektkarta från 1914. Territoriet som bebos av ukrainsktalande i det ryska och det österrikisk-ungerska imperiet är skuggat i grönt. Språket kallades rutenska i Österrike-Ungern och lillryska av de ryska myndigheterna som förbjöd användningen av det i utbildning, publicering eller offentligt uppträdande.

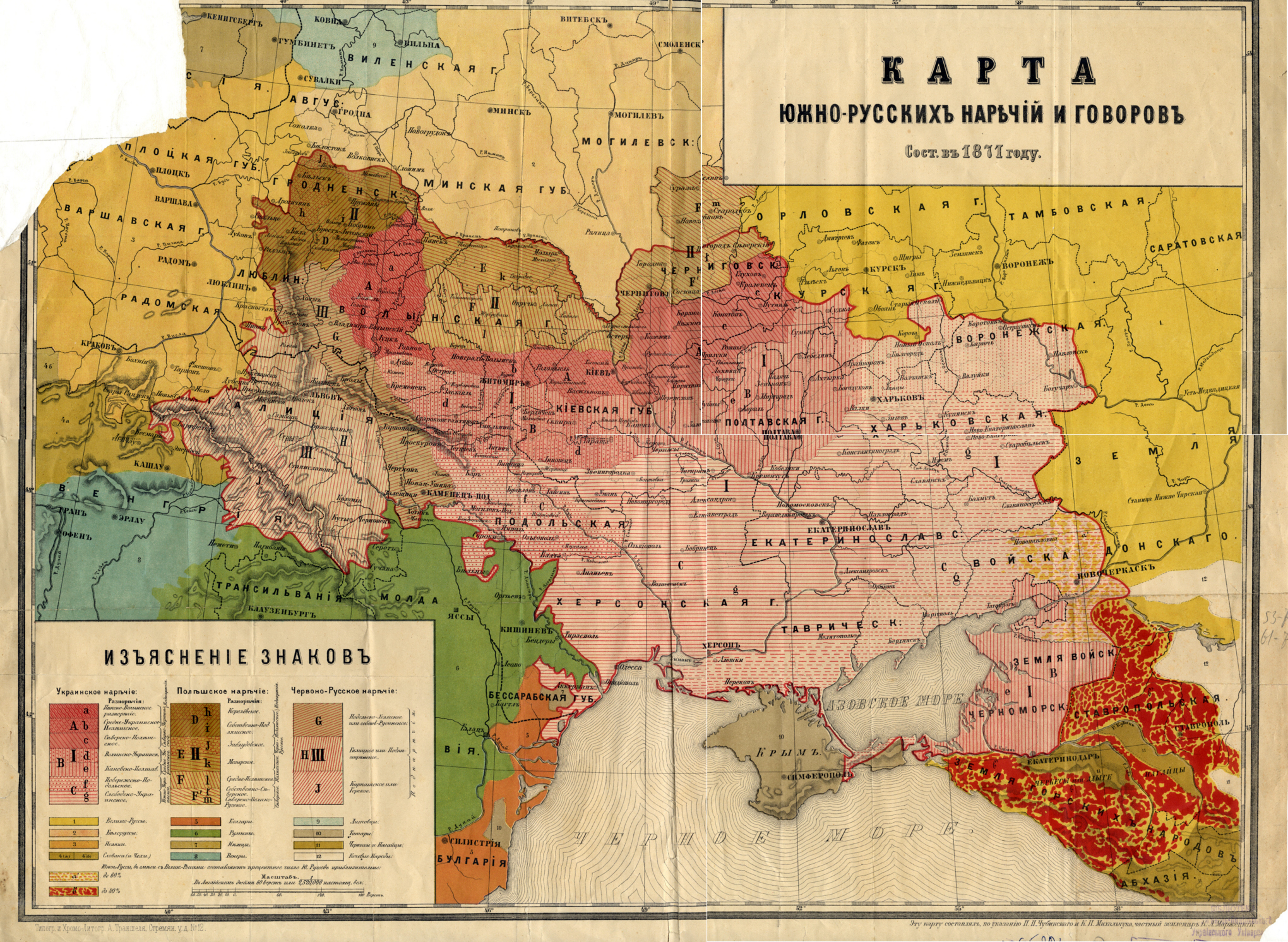
"Karta över sydryska accenter och dialekter" (1871). Under 1800- och början av 1900-talet krävde ryska censorer att det ukrainska språket skulle kallas "sydryska" eller "lillryska".

Ukrainskans dialekter är de olika varianterna i det ukrainska språket, främst uppdelat i tre stora dialektgrupper. Dessa brukar benämnas som den sydvästra, sydöstra respektive norra gruppen. De perifera dialektgrupperna delar ofta vissa drag med angränsande språk som ryska, belarusiska, slovakiska och polska. Karpatorusinska definieras ibland som ett helt eget språk, särskilt från ukrainska.

## Tre grupper

### Sydvästra gruppen
| Namn                                    | Beskrivning |
| --------------------------------------- | --- |
| Volhynian-Podolien dialekter            | |
| Podoliendialekten(uk)                   | Den talas i Podolien, i de södra delarna av Vinnytsia och Chmelnytskyi -oblasterna, i den norra delen av Odessa oblast och i de angränsande distrikten i Tjerkasy, Kirovohrad och Mykolajiv oblast.                                                          |
| Volyniendialekten(uk)                   | Den talas i Rivne och Volyn oblast, såväl som i delar av Zjytomyr och Ternopil oblast. Den talades också runt Chełm (ukrainska: Холм Kholm) i Polen. |
| Galiciska-Bukovyna-dialekter            | |
| Övre Dnestrdialekt(uk)                  | Den anses vara den huvudsakliga galiciska dialekten, talad i Lviv, Ternopil och Ivano-Frankivsk oblast. Dess utmärkande egenskaper är inflytandet av polska och tyska på ordförrådet, som följd av det österrikisk-ungerska styret.                          |
| Pokuttia-Bukovina-dialekten(uk)         | Den talas i Chernivtsi oblast i Ukraina och har lånord från rumänska i ordförrådet. |
| Hutsuldialekten(uk) (västra Karpaterna) | Den talas av Hutsul-folket på de norra sluttningarna av Karpaterna, i de sydligaste delarna av Ivano-Frankivsk oblast, såväl som i delar av Tjernivtsi och Transkarpatiens oblast.                                                                           |
| Övre Sandialekt(uk)                     | Den talas i gränsområdet mellan Ukraina och Polen i floddalen San och den förväxlas ofta med lemko eller lyshak. |
| Karpatiska dialekter                    | |
| Bojkodialekten(uk)                      | Den talas av Bojkofolket på norra sidan av Karpaterna i Lviv och Ivano-Frankivsk oblast. Den kan också höras på andra sidan av gränsen i subkarpaterna i Polen.                                                                                              |
| Lemkodialekten(uk)                      | Den talas av Lemkofolket, vars hemland till största delen är utanför Ukrainas nuvarande politiska gränser i Prešov-regionen i Slovakien längs den södra sidan av Karpaterna och i sydöstra delen av det moderna Polen, längs de norra sidorna av Karpaterna. |
| Transkarpatisk dialekt(uk)              | Den talades av människor runt Uzjhorod i Transkarpatiens oblast. Den liknar lemkodialekten men skiljer sig från dem på grund av det historiska inflytandet av slovakiska och ungerska element.                                                               |

### Sydöstra gruppen
| namn                        | Beskrivning |
| --------------------------- | --- |
| Mellersta Dnepr-dialekt(uk) | Den är grunden för standardspråket och talas i den centrala delen av Ukraina, främst i den södra och östra delen av Kiev oblast. Dessutom anses dialekterna som talas i Cherkasy, Poltava och Kiev oblast vara nära standardukrainska.                                                                                              |
| Slobozjandialekten(uk)      | Den talas i Charkiv, Sumy, Luhansk oblast och den norra delen av Donetsk, såväl som i Voronezh och Belgorod oblast i Ryssland. Denna dialekt utgör en gradvis blandning av ryska och ukrainska, med successivt mer ryska i de norra och östra delarna av området. Det finns alltså ingen språklig gräns mellan ryska och ukrainska. |
| Steppdialekt(uk)            | Den talas i södra och sydöstra Ukraina. Denna dialekt var ursprungligen huvudspråket för de zaporozjiska kosackerna. |

### Norra gruppen
| Namn                           | Beskrivning |
| ------------------------------ | --- |
| Östlaga polesiendialekten(uk)  | Den talas i Tjernihiv oblast (exklusive de sydöstra distrikten), i norra delen av Sumy oblast och i den sydöstra delen av Kiev oblast såväl som i de angränsande områdena av Ryssland, som inkluderar den sydvästra delen av Brjansk oblast (området runt Starodub), liksom i vissa områden i Kursk, Voronezh och Belgorod oblast. Ingen språklig gräns kan definieras. Ordförrådet närmar sig ryska när språket närmar sig Ryska federationen. Likaså sker med grammatiken. Således kan denna dialekt betraktas som en övergångsdialekt mellan ukrainska och ryska. |
| Centrala polisiendialekten(uk) | Den talas i den nordvästra delen av Kiev oblast, i den norra delen av Zhytomyr och den nordöstra delen av Rivne oblast. |
| Västra polisiendialekten(uk)   | Den talas i den norra delen av Volyn oblast, den nordvästra delen av Rivne oblast samt i de angränsande distrikten i Brest Voblast i Vitryssland. Dialekten som talas i Vitryssland använder vitrysk grammatik, och anses därför av vissa vara en dialekt av vitryska. Den innefattar också den podlasiska dialekten(uk), även benämnd Siedlcedialekten, som talas i Podlasien i Polen. |

## Emigrantdialekter
Ukrainska talas också av en stor emigrantbefolkning, särskilt i Kanada (kanadensiska ukrainska ), USA, Brasilien, Argentina och Australien. Denna befolkning emigrerade främst från Galizien, som var en del av Österrike-Ungern före första världskriget, och som tillhörde Polen mellan världskrigen. Deras språk är baserat på den galiciska dialekten av ukrainska från första hälften av 1900-talet. Jämfört med modern ukrainska har det mindre inflytande från ryska, men kan ändå innehålla polska eller tyska lånord. Den innehåller ofta många lånord också från det lokala språket (t.ex. ukrainska: снікерси, för "sneakers" i USA).

## Omtvistad status för vissa dialekter
Balatjka(en) talas i Kuban-regionen i Ryssland av Kuban-kosackerna. De är ättlingar till Zaporoger-kosackerna, men börjar betrakta sig själva som en separat etnisk identitet. Deras dialekt är baserad på mellersta Dneprdialekten med den ukrainska grammatiken. Den innehåller en hel del ord från ryskan, särskilt för moderna begrepp och objekt.

### Rutenska
Rutenska eller rusinska anses vara en dialekt av ukrainska av ukrainska lingvister, medan rutenska lingvister och rutener räknar det som ett separat språk. 
Det har först nyligen ansetts vara ett slaviskt litterärt språk, och kodifierades först nyligen i Slovakien 1995. Rutenska varierar dock från plats till plats och påverkas av de språk som talas i närheten, vilket naturligtvis inkluderar ukrainska, och kan inkludera polska, slovakiska, ungerska och rumänska. Det finns tre huvuddialekter:
- Karpatorutenska talas i Transkarpatiens oblast.
- Pannoniska eller Bačka rusyn talas i nordvästra Serbien och östra Kroatien och det har erkänts som ett av de officiella språken i den serbiska autonoma provinsen Vojvodina.
- Prjasjivrutenskan är den ukrainska dialekten som talas i Prešov-regionen (på ukrainska: Prjasjiv) i Slovakien, såväl som av vissa emigrantgrupper, främst i USA.